# Roland Martin (Journalist)

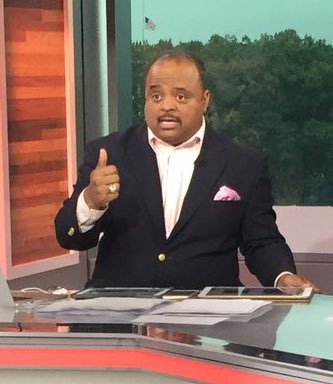
Roland Martin 2017

Roland S. Martin (* 14. November 1968 in Houston, Texas) ist ein US-amerikanischer Journalist.
Roland Martin wurde 1968 als Sohn einer afroamerikanischen Familie im texanischen Houston geboren. Nach dem Besuch der Jack Yates High School studierte er ab 1987 als Stipendiat an der Texas A&M University. 1991 erhielt er dort einen Bachelor-Abschluss. Den Master-Abschluss (im Fach „Christian Communications“) erwarb Martin erst nachdem er bereits lange Jahre im Berufsleben gestanden hatte, im Mai 2008 an der Louisiana Baptist University.
Martin schrieb lange Jahre für die Zeitschrift Chicago Defender, für die er auch herausgeberische Funktionen übernahm. Danach wurde er als Talk-Moderator für das Radio entdeckt. Gegenwärtig moderiert er in dieser Eigenschaft eine morgendliche Sendung für den Sender WVON in Chicago. Außerdem arbeitete Martin von März 2007 bis April 2013 als Kommentator für den Nachrichtensender CNN. Für diesen moderierte er ein eigenes samstägliches Sendeformat. Außerdem trat er häufig als Mitglied von Diskussions-Panels in anderen CNN-Sendungen wie The Situation Room (mit Wolf Blitzer), Larry King Live (mit Larry King) oder AC 360 (mit Anderson Cooper) auf, in denen er neben anderen Figuren des politischen Lebens seine Meinung und/oder Analyse zu aktuellen politischen und gesellschaftlichen Ereignissen beisteuert.
Im Februar 2012 wurde Martin bei CNN vom Dienst suspendiert, da er durch mehrfache homophobe Kommentare im Internet und in den Medien aufgefallen war.
Roland Martin ist verheiratet mit Jacquie Hood Martin.

## Schriften
- Speak, Brother! A Black Man's View of America